# Легейда Олександр Сергійович
Олександр Сергійович Легейда (нар. 23 листопада 1946, м. Ніжин) — український державний службовець, промисловець. Генерал-майор (1999). Заслужений машинобудівник України (1998), заслужений працівник промисловості України. Державний службовець першої категорії першого рангу.
Обіймав посади:
- уповноваженого начальника озброєння Збройних сил України,
- начальника Головного військового представництва Міністерства оборони України.
- голови Державної служби експортного контролю України.
- керівника групи радників Державного підприємства «Укроборонсервіс».

Нині — на пенсії.